# 达川区
达川区位于中华人民共和国四川省东北部，是达州市所辖的一个市辖区，面积2688平方公里，2006年人口为128万人。

## 历史
东汉永元年间（89-104年），析宕渠县东境置宣汉县，以宣扬汉王朝德威故名，隶益州巴郡。西魏废帝二年（553年），宣汉县改石城县，以万州居四达之地，改名为通州。隋朝开皇十八年，改石城县为通川县（一说开皇三年改石城县为通川县，一说大业初置遭川县）。唐朝武德元年（618年），通川郡改通州。北宋乾德三年（965年），改通州为达州。
2013年7月，中国国务院批准撤销达县，设立达州市达川区。原达县的碑庙镇、江陵镇、北山乡、安云乡、梓桐乡、金石乡、青宁乡、龙滩乡、檬双乡划归达州市通川区管辖。

## 行政区划
达川区下辖6个街道办事处、22个镇、5个乡：
三里坪街道、翠屏街道、石板街道、斌郎街道、明月江街道、杨柳街道、亭子镇、福善镇、麻柳镇、大树镇、南岳镇、万家镇、景市镇、百节镇、赵家镇、河市镇、金垭镇、渡市镇、管村镇、石梯镇、石桥镇、堡子镇、平滩镇、双庙镇、赵固镇、桥湾镇、大堰镇、罐子镇、安仁乡、幺塘乡、龙会乡、虎让乡和米城乡。
达县，原指现在的达州市、巴中市和广安市邻水县所辖范围即原达县地区（于1992年撤销），现指达州市下属的一县，其县政府所在地为现在的达州市中心城区的三里坪街道，因此达县也是川东交通枢纽和川陕鄂渝结合部物资集散中心。

## 特产
达县乌梅、达县苎麻：中国地理标志产品。